# Nagyszebeni prépostság
A Nagyszebeni prépostság az erdélyi szászok katolikus egyházi központja volt a 12. század végétől a 15. századig. A szászok kiváltságainak része volt, hogy közvetlenül az esztergomi érseknek volt alárendelve, nem pedig a gyulafehérvári püspöknek. A prépostság a szebeni, újegyházi és sinki esperességeket foglalta magába.

## Történelem
A prépostságot III. Béla király alapította a szebeni szászok számára 1190 körül, és III. Celesztin pápa 1191. december 20-án erősítette meg (praepositum Cibiniensem néven, ez Nagyszeben első írásos említése). A prépostság rövidesen megpróbálta az összes erdélyi szászra kiterjeszteni joghatóságát, ez ellen azonban Adorján erdélyi püspök tiltakozott, és III. Ince pápa mellé állt a vitában. II. András király 1211-ben egy szebeni püspökség alapítását is kezdeményezte, de ez ellenállást váltott ki János esztergomi érsekből és Vilmos erdélyi püspökből, ezért a pápa nem valósította meg.
Később a prépostok elhanyagolták feladataikat, és a prépostság birtokai idegen kézre kerültek, ezért Zsigmond király 1424-ben a megszüntetése mellett döntött. Birtokai Szeben városára szálltak, melyet a király cserébe kötelezett 15 pap ellátására az istentiszteletek végzése érdekében. V. Márton pápa elfogadta a király tervét, és 1426. január 13-án megszüntette a szebeni prépostságot. A birtokok átvétele hozzásegítette Szebent a gótikus városi plébániatemplom építésének folytatásához.

## A prépostsághoz tartozó települések
Ágotakövesd, Alcina, Alsóvenice, Bendorf, Bethlen, Boholc, Bongárd, Bürkös, Cikendál, Debren, Dolmány, Dombos, Felek, Felmér, Fenyőfalva, Fófeld, Fogaras, Földvár (elpusztult település Kerctől keletre), Galac, Glimboka, Guraró, Halmágy, Hásság, Hermány, Holcmány, Hortobágyfalva, Hosszútelke, Illenbák, Ingodály, Kakasfalva, Kálbor, Kerc, Kereszténysziget, Kerpenyes, Kiscsűr, Kisdisznód, Kisludas, Kisprázsmár, Kissink, Kistalmács, Kistorony, Kóbor, Kürpöd, Lanchkron, Lesses, Magaré, Márpod, Mártonfalva, Mártonhegy, Martontelke, Mihályfalva, Mikefalva-Paro, Nagycsűr, Nagydisznód, Nagyselyk, Nagyszeben, Nagytalmács, Oltszakadát, Orlát, Oroszcsűr, Pálos, Polyán, Rozsonda, Ruetel, Rüsz, Sárkány, Sellenberk, Szászház, Szászsáros, Szászújfalu, Szászvessződ, Szászzalatna, Százhalom, Szecsel, Szelindek, Szentágota, Szenterzsébet, Szentjánoshegy, Újegyház, Újváros, Unterten, Vecsérd, Vérd, Veresmart, Vessződ, Vízakna, Vurpód